# Stazione di Cheshunt
La stazione di Cheshunt è una stazione situata a Broxbourne nell’Hertfordshire. Gestita da Greater Anglia, è anche il capolinea ogni ora di due treni suburbani della London Overground transitanti sul raccordo Cheshunt delle ferrovie della Valle del Lea.